# Väster-Höksjön
Väster-Höksjön är en sjö i Bräcke kommun i Jämtland och ingår i Ljungans huvudavrinningsområde. Sjön har en area på 0,146 kvadratkilometer och ligger 382,1 meter över havet. Sjön avvattnas av vattendraget Bodbäcken.

## Delavrinningsområde
Väster-Höksjön ingår i det delavrinningsområde (696945-145114) som SMHI kallar för Mynnar i Storselet. Medelhöjden är 372 meter över havet och ytan är 6,4 kvadratkilometer. Det finns inga avrinningsområden uppströms utan avrinningsområdet är högsta punkten. Bodbäcken som avvattnar avrinningsområdet har biflödesordning 4, vilket innebär att vattnet flödar genom totalt 4 vattendrag innan det når havet efter 232 kilometer. Avrinningsområdet består mestadels av skog (87 procent). Avrinningsområdet har 0,2 kvadratkilometer vattenytor vilket ger det en sjöprocent på 3,2 procent.